# Epiphragma triarmatum
Epiphragma triarmatum är en tvåvingeart som beskrevs av Alexander 1931. Epiphragma triarmatum ingår i släktet Epiphragma och familjen småharkrankar. Inga underarter finns listade i Catalogue of Life.